# Garang Kuol
Garang Mawien Kuol (Caïro, 15 september 2004) is een Australisch voetballer van Zuid-Soedanese afkomst die als aanvaller voor Newcastle United FC speelt. Hij is de jongere broer van Alou Kuol.

## Carrière
Garang Kuol werd geboren in een vluchtelingenkamp in Egypte als zoon van Zuid-Soedanese ouders. Ze verhuisden naar Australië, waar Garang in de jeugd van Shepparton Soccer Club, Goulburn Valley Suns FC en Central Coast Mariners speelde. Hij debuteerde in het betaald voetbal voor Central Coast Mariners op 21 december 2021, in de met 0-6 gewonnen bekerwedstrijd tegen APIA Leichhardt. Hij kwam in de 60e minuut in het veld voor Matheus Moresche en scoorde in de 67e minuut de 0-4. Ook in de halve finale van de beker tegen Sydney FC en in de met 2-1 verloren finale tegen Melbourne Victory viel hij kort in. In 2022 werd hij een vaste, makkelijk scorende invaller in de A-League. Aan het einde van 2022 leverde hem dit een basisplaats op. In juni 2022 tekende hij zijn eerste contract bij Central Coast Mariners, waarmee hij voor twee jaar vastlag. Al snel werd bekend dat hij in de winterstop van het seizoen 2022/23 naar het Engelse Newcastle United FC zou vertrekken, voor een bedrag van 300.000 pond.
Newcastle United verhuurde Kuol in diezelfde transferperiode aan het Schotse Heart of Midlothian FC. Hier kwam hij weinig in actie, al scoorde hij als invaller wel de gelijkmaker in de 90+4e minuut tegen Rangers FC. In het seizoen 2023/24 werd hij verhuurd aan FC Volendam. Hier debuteerde hij op 11 augustus 2023 in de Eredivisie, in de met 1-2 verloren thuiswedstrijd tegen Vitesse. In de met 3-1 verloren uitwedstrijd tegen Fortuna Sittard scoorde hij zijn enige doelpunt voor Volendam. Met dit doelpunt werd hij de jongste buitenlandse doelpuntenmaker in de Eredivisie voor Volendam. Na het opstappen van trainer Matthias Kohler kreeg Kuol minder speelminuten. Nadat hij met Volendam uit de Eredivisie degradeerde, keerde hij terug naar Newcastle United, waar hij in het onder-21-elftal speelde.

### Statistieken
| Seizoen                  | Club                     | Land           | Competitie     | Competitie | Competitie | Beker | Beker | Overig | Overig | Totaal | Totaal |
| Seizoen                  | Club                     | Land           | Competitie     | Wed.       | Dlp.       | Wed.  | Dlp.  | Wed.   | Dlp.   | Wed.   | Dlp.   |
| ------------------------ | ------------------------ | -------------- | -------------- | ---------- | ---------- | ----- | ----- | ------ | ------ | ------ | ------ |
| 2021                     | Mariners Academy         | Australië      | NPL NSW 2      | 6          | 0          | –     | –     | –      | –      | 6      | 0      |
| 2021/22                  | Central Coast Mariners   | Australië      | A-League       | 8          | 4          | 3     | 1     | 1      | 0      | 12     | 5      |
| 2022/23                  | Central Coast Mariners   | Australië      | A-League       | 9          | 2          | 1     | 0     | –      | –      | 10     | 2      |
| 2022/23                  | Newcastle United FC      | Engeland       | Premier League | –          | –          | –     | –     | –      | –      | 0      | 0      |
| 2022/23                  | → Heart of Midlothian FC | Schotland      | Premiership    | 8          | 1          | 1     | 0     | –      | –      | 9      | 1      |
| 2023/24                  | → FC Volendam            | Nederland      | Eredivisie     | 15         | 1          | 1     | 0     | –      | –      | 16     | 1      |
| Carrièretotaal           | Carrièretotaal           | Carrièretotaal | Carrièretotaal | 46         | 8          | 6     | 1     | 1      | 0      | 53     | 9      |
| Bijgewerkt op 5 mei 2025 |                          |                |                |            |            |       |       |        |        |        |        |

### Interlandcarrière
Als talentvolle speler van Central Coast Mariners werd Garang Kuol in september 2022 voor het eerst geselecteerd voor het Australisch voetbalelftal, door bondscoach Graham Arnold. In deze interland speelde Australië twee oefenwedstrijden tegen Nieuw-Zeeland. In de tweede van die wedstrijden, op 25 september, debuteerde Kuol. Hij kwam in de 73e minuut in het veld voor Marco Tilio. Hij was toen achttien jaar en tien dagen oud. Vervolgens werd Kuol ook geselecteerd voor het Wereldkampioenschap Voetbal 2022 in Qatar. Hij speelde hier in de groepswedstrijd tegen Frankrijk en in de achtste finale tegen Argentinië. Hiermee werd hij de jongste WK-speler ooit voor Australië en de op acht na jongste speler op een WK. Op 24 maart 2023 scoorde hij zijn eerste doelpunt voor Australië, in de met 3-1 gewonnen oefenwedstrijd tegen Ecuador.
| Interlands van Garang Kuol voor Australië | Interlands van Garang Kuol voor Australië | Interlands van Garang Kuol voor Australië | Interlands van Garang Kuol voor Australië | Interlands van Garang Kuol voor Australië | Interlands van Garang Kuol voor Australië |
| №                                         | Datum                                     | Wedstrijd                                 | Uitslag                                   | Soort wedstrijd                           | Doelpunten                                |
| Als speler bij Central Coast Mariners     | Als speler bij Central Coast Mariners     | Als speler bij Central Coast Mariners     | Als speler bij Central Coast Mariners     | Als speler bij Central Coast Mariners     | Als speler bij Central Coast Mariners     |
| ----------------------------------------- | ----------------------------------------- | ----------------------------------------- | ----------------------------------------- | ----------------------------------------- | ----------------------------------------- |
| 1.                                        | 25 september 2022                         | Nieuw-Zeeland − Australië                 | 0 – 2                                     | Vriendschappelijk                         | 0                                         |
| 2.                                        | 22 november 2022                          | Frankrijk − Australië                     | 4 – 1                                     | Wereldkampioenschap 2022                  | 0                                         |
| 3.                                        | 3 december 2022                           | Argentinië − Australië                    | 2 – 1                                     | Wereldkampioenschap 2022                  | 0                                         |
| Als speler bij Heart of Midlothian FC     |                                           |                                           |                                           |                                           |                                           |
| 4.                                        | 24 maart 2023                             | Australië − Ecuador                       | 3 – 1                                     | Vriendschappelijk                         | 1                                         |
| 5.                                        | 28 maart 2023                             | Australië − Ecuador                       | 1 – 2                                     | Vriendschappelijk                         | 0                                         |